# Norbert Calmels
Pour les articles homonymes, voir Calmels.
Norbert Jules François, Calmèls, né le 27 décembre 1908 à La Melière dans la commune de Vézins-de-Lévézou (Aveyron)  et mort le 24 mars 1985 à Paris, est un ecclésiastique français, abbé général de l'ordre des chanoines réguliers de Prémontré, évêque titulaire de Dusa (de) et pro-nonce apostolique au Maroc (en). 
Écrivain historique et biographe, il est lauréat de l'Académie française, commandeur de l'ordre national du Mérite, titulaire de plusieurs ordres étrangers et membre de la Société des Lettres, Sciences et Arts de l'Aveyron. Il fut par ailleurs membre de l'Académie du royaume du Maroc.

## Enfance
Norbert Calmèls fut l'aîné d'une famille de dix enfants. Dès la prime enfance, il connut l'existence austère et pieuse des cultivateurs du Lévézou.
Tout en apportant une aide à ses parents à la ferme, il fréquente l'école primaire de Saint-Amans-du-Ram où ses qualités intellectuelles de jugement et de finesse attirèrent tout particulièrement l'attention de l'abbé Rouquette, curé de la paroisse.

## Études
- Études secondaires au juvénat de Sainte-Foy de Conques (Aveyron).
- 1929 : élève de l'École Militaire de Saint-Maixent où il est promu Officier.
- Études en Belgique où le jeune prêtre séjourne pour approfondir sa science théologique.
- Le 22 août 1926, il entre chez les Prémontrés à l'abbaye Saint-Michel de Frigolet près de Tarascon (Bouches-du-Rhône).
- Études philosophiques et théologiques à Saint-Michel de Frigolet et à l'École théologique des Dominicains à Saint-Maximin (Var).

## Vie religieuse
- 31 mars 1934 : il est ordonné prêtre.
- 9 mai 1946 : élu abbé de Saint-Michel de Frigolet, il reçoit la bénédiction abbatiale, le 11 juillet. La même année, il fonde la revue Le Bélut.
- Octobre 1947 : vicaire de Monseigneur le général pour la France.
- 1948 : supérieur des Norbertins de Bonlieu.
- Octobre 1950 : définiteur de l'Ordre.
- 1953 : Supérieur des Norbertins d'Espagne. Il collabore à plusieurs revues et prêche plus d'une centaine de retraites en France, en Afrique du Nord et à l'étranger.
- 1960 : nommé officier Supérieur.
- 1962 : élu abbé général de l'Ordre des Prémontrés.
- octobre 1971 : 850e anniversaire de l'Ordre des Prémontrés, à la maison généralice à Rome.
- 1978 : nommé évêque titulaire de Dusa (de), ancien évêché berbère de Numidie.
- 1978 : pro-nonce apostolique au Maroc (en), jusqu'à sa mort en 1985.
- 1982 : il se démet de sa charge de général de l'Ordre.

## Amis
Norbert Calmèls fut un ami de Marcel Pagnol. Il célèbrera la messe lors des funérailles de celui-là.
Il fut aussi l'ami de Jean Guitton et de Claude Durix.

## Rapprochement entre Islam et Christianisme
En 1978, le Pape Jean-Paul II désigne Monseigneur Norbert Calmèls pour le représenter avec le titre de pro-nonce auprès de Sa Majesté Hassan II, Roi du Maroc. Très vite, une grande et forte amitié unit les deux hommes. Après s'être démis de sa charge de Général des Prémontrés en 1982, Monseigneur Norbert Calmèls résida auprès du souverain, en effectuant cependant de fréquents allers-retours entre le Maroc et le Vatican, en sa qualité de conseiller à la Sacrée Congrégation des Religieux.

## Ouvrages
- Chanoines Prémontrés (Maison Aubanel père, 1949) (99945215-807)
- Mistral et le soleil dans Mireille (Maison Aubanel père, 1962).
- Prémontrés (Maison Aubanel père)
- Le Journal d’Élie Delpal, missionnaire en Chine (Maison Aubanel père, 1965). Prix Juteau-Duvigneaux de l’Académie française en 1966.
- Histoire d’un conte : l’élixir du père Gaucher (Tipografia Mariapoli, 1965). Prix Juteau-Duvigneaux de l’Académie française en 1966. Rééd. 1976.
- La vie du Concile (Robert Morel, 1967). Chronique du concile Vatican-II[6]. Prix du Cardinal-Grente de l'Académie française.
- Les sermons de Marcel Pagnol, choisis et présentés par le P. Norbert Calmèls (1967)
- Concile et vies consacrées (Robert Morel, 1969). Prix du Cardinal-Grente de l'Académie française.
- François Fabié, poète de la nostalgie (Citta Nuova, 1969)
- Journal d’un chapitre (Robert Morel, 1970) ASIN: B003WTX8F0
- Le saint bon sens de Mère Conduché (Robert Morel, 1970)
- Matisse, la chapelle du Rosaire des Dominicaines de Vence et de l’espoir (Robert Morel, 1975)
- Rencontres avec Jean Guitton (Fayard, 1976)  (ISBN 978-2213004044), prix Claire-Virenque de l’Académie française en 1977
- Chabaud, peintre du midi (Robert Morel,1976)
- Rencontres avec Marcel Pagnol (Éditions Pastorelly, 1979), prix Biguet de l'Académie française.  (ISBN 978-2203442269)
- Norbert de Xanten (Éditions Pastorelly, 1981)
- La tradition de Prémontré (C.L.D., 1982)
- L'oustal de mon enfance (JC Lattès, 1985) - épuisé  (ISBN 978-2709603867)
- Lavigerie et les Prémontrés (Éditions Pastorelly, 1986).